# Пірует (хореографічний колектив, Дніпро)
Пірует — зразковий колектив сучасної хореографії з міста Дніпра. Засновано у 1996 р. Художній керівник — Ірина Чергик . З 2004 р. колектив працює при міському Палаці дітей юнацтва. Учасники колективу в віці 4-18 років навчаються по комплексний програмі: сучасний танець (основний стиль — джаз-модерн, а також різнопланові сучасні напрямки), класичний танець и пластика танцю. В колективі працюють педагоги: Ольга Кузьміна, Лариса Котова, Тетяна Ткач.

## Історія
У 2005 р. колективу присвоєно почесне звання «Зразковий художній колектив».

## Участь у конкурсах та нагороди
- 1998 р. — колектив — переможець фестивалю «Зоряне Коло»
- 1999 р. — Диплом III Міжнародного фестивалю «Дніпро — ріка Дружби» и Диплом IV Міжнародного конкурсу «Музи и діти»
- 2001 р. — Диплом III ступеня I обласного фестивалю «Сузір'я мрій», Диплом I Всеукраїнських фестивалю «Золото Осені» (м. Луганськ)
- 2002 р. — участь в Міжнародній культурній програмі у Молдові, Дипломи I ступеня фестивалю-конкурсу «Сузір'я мрій» в старшій и молодшій вікових категоріях, Диплом учасника телевізійного конкурсу «Крок до зірок» (м. Київ)
- 2004 р. — колектив ініціював проведення фестивалю сучасної хореографії «Різдвяні візерунки», Диплом I ступеня фестивалю мистецтв дитячо-юнацької творчості «Южный экспресс» (м. Ялта)
- 2005 р. — підготовлена концертна програма «Яскрава планета танцю» та отримання звання «Зразковий»
- 2006 р. — проведення фестивалю «Різдвяні візерунки 2006», Диплом I ступеня фестивалю «Білий лелека», Диплом и Срібна медаль Кубка Євразії виконавських мистецтв «Имена будущего» (м. Одеса)
- 2007 р. — проведення фестивалю «Різдвяні візерунки 2007», Диплом ІІ ступеня фестивалю «Днепроданс-2007», Диплом учасника Всеукраїнського телевізійного конкурсу «Крок до зірок» (м. Київ.)
- 2008 р. — Диплом I ступеня фестивалю «Зоряне коло», Диплом II ступеня Міжнародного фестивалю «Містерія DANSE», участь в міжнародній культурній програмі у Польщі, Німеччині, Франції. Диплом фестивалю «День Європи — 2008» (м. Париж)
- 2009 р. — Диплом ІІ ступеня фестивалю-конкурсу «Сузір'я мрій» у молодшій віковій категорії, Диплом ІІ ступеня Міжнародного фестивалю «Днепровская волна», Диплом ІІІ ступеня фестивалю «Алупка встречает друзей»
- 2010 р. — Диплом І ступеня Всеукраїнського фестивалю «Сонячний зайчик», Диплом ІІ ступеня фестивалю «Зоряне коло», колектив — учасник фестивалю «Яскрава країна в Артеку», Диплом ІІ ступеня Міжнародного фестивалю-конкурсу «MUSIC LAND», Диплом І ступеня фестивалю мистецтв «Зі злагодою в серці»
- 9 квітня 2011 року «Пірует» взяв участь у Міжнародному фестивалі мистецтв «Перлини талантів — 2011» (м. Київ), де завоював І та ІІ місце в номінації сучасна хореографія і нагороджений медалями переможців.